# Groupe de Frobenius
En mathématiques, un groupe de Frobenius est un groupe de permutations agissant transitivement sur un ensemble fini, tel qu'aucun élément non trivial ne fixe plus d'un point et tel qu'au moins un point est fixé par un élément non trivial. Vu la transitivité, cette seconde condition revient à dire que le stabilisateur d'un point quelconque n'est jamais trivial. 
Les groupes de Frobenius ont été nommés ainsi en l'honneur de F. G. Frobenius.

## Structure
Si G est un groupe de Frobenius opérant sur un ensemble X, un sous-groupe H de G est appelé un complément de Frobenius de G s'il est le stabilisateur d'un point de X. Vu la transitivité, les compléments de Frobenius forment une classe de conjugaison dans G. Deux compléments de Frobenius distincts n'ont en commun que l'élément neutre. L'élément neutre en même temps que tous les éléments sans point fixe forment un sous-groupe normal appelé le noyau de Frobenius de G. (Ceci est un théorème dû à Frobenius.) Si K désigne le noyau de Frobenius de G et si H est un complément de Frobenius de G, alors G est le produit semi-direct de  K par H :
G = K ⋊ H.
Le noyau de Frobenius et les compléments de Frobenius ont tous deux des structures très restreintes. J. G. Thompson a démontré que le noyau de Frobenius K est un groupe nilpotent. Si H est d'ordre pair alors K est abélien. Dans un complément de Frobenius, chaque sous-groupe dont l'ordre est le produit de deux nombres premiers est cyclique ; ceci implique que ses sous-groupes de Sylow sont cycliques ou des groupes de quaternions généralisés. Tout groupe dont tous les sous-groupes sont cycliques est métacyclique (en), c'est-à-dire extension d'un groupe cyclique par un autre. Si un complément de Frobenius H est non résoluble alors Zassenhaus a montré qu'il possède un sous-groupe normal d'indice 1 ou 2 qui est le produit de SL2(5) et d'un groupe métacyclique d'ordre premier avec 30. Si un complément de Frobenius H est résoluble alors il possède un sous-groupe normal métacyclique tel que le quotient est un sous-groupe du groupe symétrique sur 4 points. 
On prouve que le noyau de Frobenius K est identique au sous-groupe de Fitting de G (et est donc caractéristique dans G) et que les compléments de Frobenius de G sont exactement les compléments dans G du noyau de Frobenius. Il en résulte que le noyau de Frobenius et les compléments de Frobenius de G sont indépendants de toute opération de G sur un ensemble. Il en résulte aussi que si une opération de G sur un ensemble X et une opération de G sur un ensemble Y font toutes deux de G un groupe de Frobenius, ces deux opérations sont équivalentes. Comme tout ceci le suggère, on peut donner une définition d'un groupe de Frobenius qui ne fait pas intervenir une opération de ce groupe sur un ensemble.

## Exemples
- Le plus petit exemple est le groupe symétrique S3, d'ordre 6. Le noyau de Frobenius K est d'ordre 3 et les compléments de Frobenius H sont d'ordre 2.
- Pour chaque corps fini Fq avec q (> 2) éléments, le groupe des transformations affines inversibles x ↦ ax + b (a ≠ 0), avec son action naturelle sur Fq est un groupe de Frobenius d'ordre q(q – 1). L'exemple précédent correspond au cas q = 3.
- Le groupe diédral d'ordre 2n avec n impair est un groupe de Frobenius avec un complément d'ordre 2. Plus généralement, si K est un groupe abélien quelconque d'ordre impair et H est d'ordre 2 et agit sur K par inversion, alors le produit semi-direct K⋊H est un groupe de Frobenius.
- Beaucoup d'exemples avancés peuvent être engendrés par les constructions suivantes. Si nous remplaçons le complément de Frobenius d'un groupe de Frobenius par un sous-groupe non trivial, nous obtenons un autre groupe de Frobenius. Si nous avons deux groupes de Frobenius K1⋊H et K2⋊H alors (K1 × K2)⋊H est aussi un groupe de Frobenius.
- Si K est le groupe non abélien d'ordre 73 et d'exposant 7, et H est le groupe cyclique d'ordre 3, alors il existe un groupe de Frobenius G qui est une extension K⋊H de H par K. Ceci donne un exemple d'un groupe de Frobenius avec un noyau non abélien.
- Si H est le groupe SL2(F5), d'ordre 120, il est isomorphe à un sous-groupe de SL2(F11) qui agit librement sur les vecteurs non nuls du plan K  = (F11)2. L'extension K⋊H est le plus petit exemple d'un groupe de Frobenius non résoluble.
- Le sous-groupe d'un groupe de Zassenhaus (en) fixant un point est un groupe de Frobenius.

## Théorie desreprésentations
Les représentations complexes irréductibles d'un groupe de Frobenius G peuvent être lues à partir de celles de H et K. Il existe deux types de représentations irréductibles de G :
- Toute représentation irréductible de H donne une représentation irréductible de G utilisant l'application quotient de G vers H (c’est-à-dire, comme une représentation restreinte (en)). Cette construction donne les représentations irréductibles de G dont le noyau contient K.
- Pour toute représentation irréductible non triviale de K, la représentation induite correspondante de G est aussi irréductible. Cette construction donne les représentations irréductibles de G dont le noyau ne contient pas K.